# Eduardo Fernández Rubiño
Eduardo Fernández Rubiño (Madrid, 13 de septiembre de 1991), más conocido como Eduardo Rubiño, es un político y activista LGTBI español. Es concejal y portavoz adjunto de Más Madrid en el Ayuntamiento de Madrid.

## Trayectoria
Es hijo del profesor y escritor Carlos Fernández Liria. Estudió filosofía en la Universidad Complutense de Madrid (UCM) donde se graduó en 2017. Fue representante de los estudiantes en el claustro, así como miembro de la Delegación Central de Estudiantes de la UCM. Es abiertamente homosexual y ha sido activista de colectivos estudiantiles LGBT.
Mientras era estudiante, formó parte de Juventud Sin Futuro, un colectivo en contra de la precariedad económica y social de la juventud española, en el marco del movimiento 15-M. En este contexto, comenzó a trabajar en el terreno de las redes sociales y en el diseño de campañas políticas digitales. 
Formó parte del nacimiento del partido político Podemos y, en octubre de 2015, en la Asamblea Ciudadana «Sí se puede» fue escogido miembro del consejo ciudadano estatal y nombrado responsable del área de redes sociales. Fue asesor de Pablo Iglesias en materia de redes sociales y trabajó como asesor en comunicación digital en el Parlamento Europeo.
Entre 2015 y 2019, fue diputado autonómico en la Asamblea de Madrid por Podemos. En esa legislatura, Rubiño fue portavoz de la Comisión de investigación de universidades sobre el Caso Master de la entonces presidenta de la Comunidad de Madrid, Cristina Cifuentes.
En 2019, participó en la creación del partido político Más Madrid y concurrió a las elecciones autonómicas de la Comunidad de Madrid en la candidatura de este partido. En julio, tras las elecciones a la Asamblea de Madrid de 2019, fue elegido senador en las Cortes Generales por designación autonómica, siendo el senador más joven de la legislatura. De 2021 a 2023 fue presidente del Grupo Parlamentario de Más Madrid en la Asamblea de Madrid.
En 2023, abandonó la Asamblea de Madrid para formar parte de la candidatura de Más Madrid a la Alcaldía de Madrid encabezada por Rita Maestre. Durante la campaña de las elecciones del 28 de mayo de 2023, Rubiño ejerció como portavoz de la campaña de Más Madrid durante la baja de maternidad de Rita Maestre. Desde junio de 2023 es concejal de cultura y portavoz adjunto de la formación.

## Reconocimientos
En 2019, Rubiño recibió el premio Triángulo Visibilidad de la organización COGAM por su papel en defensa de los derechos LGTBI.